# Кизлярский историко-краеведческий музей имени П. И. Багратиона
Кизлярский историко-краеведческий музей имени П. И. Багратиона — музей локальной истории в городе Кизляре, Республика Дагестан. Является филиалом Национального музея Республики Дагестан им. А. Тахо-Годи.

## О музее
Основан 7 ноября 1961 года.  У истоков его создания стояли отличник народного просвещения, заслуженный учитель ДАССР Алексей Иванович Солоненко и Абрам Давыдович Давидов — краевед, ветеран ВОВ, почётный гражданин Кизляра. Первым директором музея стал Нестор Ананьев, участник обороны Кизляра в 1918 году. Открылся как народный музей в приспособленном помещении в центре города.
В 1972 году музей получил государственный статус, став филиалом Дагестанского объединённого историко-архитектурного музея.
С 1978 года музей размещается в двухэтажном кирпичном здании, построенном в 1913 году. До революции 1917 года здание принадлежало Городской Управе, в 1918 году в нём находился штаб обороны революционного Кизляра, в 1920-е годы здание приспособили под первую в крае электростанцию, а в 1959 году реконструировали под гостиницу.
В собрании музея находятся архивные документы по истории края, материалы о боевой и трудовой славе горожан, книги, фотографии, живопись, декоративно-прикладное искусство, предметы быта и культуры народов республики, естественно-научная коллекция, археологические находки.
Экспозиция музея освещает историю и природу края, а также знакомит с бытом и культурой местных народов – терских казаков, ногайцев, кизлярских армян. Отдельные залы посвящены уроженцу Кизляра князю Петру Ивановичу Багратиону – русскому генералу, герою Отечественной войны 1812 года. 
В 2000 году к экспозиции добавлен зал Памяти, а также комната быта советского времени.
В музее организуются тематические выставки, проводятся лектории, конкурсы, различные мероприятия с участием студентов и школьников.